# 海南华鳊
海南华鳊（学名：Sinibrama melrosei）为輻鰭魚綱鯉形目鯝科华鳊属的鱼类，俗名大眼鱼，是中国的特有物种。分布于元江、盘龙河、西洋江、广西及每南等。该物种的模式产地在海南岛。本魚體側扁，略高，腹鰭基部至肛門有腹棱，口端位，吻長短於眼徑，眼大，側線些微地彎曲，到達尾鰭的中央，側線鱗46-54枚，銀白色的腹部有一些黑色的斑點，背鰭與尾鰭黑色或灰色，背鰭硬棘3枚；背鰭軟條7枚；臀鰭硬棘3枚；臀鰭軟條19至21枚，下咽齒3行，第1鰓弓外側鰓耙8-10枚，體長可達18.3公分，生活習性不明。

## 扩展阅读
維基物種上的相關：海南华鳊